# Store Ladegård
Store Ladegård er en gammel sædegård, den nævnes første gang i 1181. Gården ligger i Slaglille Sogn i Sorø Kommune. Hovedbygningen er opført i 1833 og stærkt ombygget i 1923. Navnet på gården skrives i dag som Sorø Store Ladegård. Store Ladegård Gods er på 406,6 hektar med Krebshusgård, Køkkenhøjgård, Engelsborg og Strølstrupgård

## Ejere af Store Ladegård
- (1181-1200) Kronen
- (1200-1536) Sorø Kloster
- (1536-1643) Kronen
- (1643-1864) Sorø Akademi
- (1864-1871) Chr. A. Amonsen
- (1871-1902) D. J. T. Jordy
- (1902-1910) Poul Gunnar Juncker
- (1910-1914) Anna Margrethe Jensdatter Kjeldsen gift (1) Juncker (2) Hornemann
- (1914-1918) H. P. Hansen
- (1918-1919) skibsreder Henschel
- (1918-1922) forpagter W. Schourup
- (1922-1923) Frederik Conrad Christian Christopher Ludvigsen lensgreve Holstein-Holsteinborg
- (1923-1940) W. Steenberg
- (1940-1943) W. Steenbergs dødsbo
- (1943-1977) Erich Steenberg
- (1977-1995) Hans Steenberg
- (1995-2019) Lars Erik Nobel
- (2019-2023) Anders Herbo
- (2023-Nu) Rasmus Bay Simonsen